# قلعه سنت مایکل
قلعه سنت مایکل (روسی: Миха́йловский за́мок)، میخائیلوفسکی زاموک، که به آن قلعه میخائیلوفسکی یا قلعه مهندسان نیز می‌گویند (روسی: Инженерный замок، Inzhenerny zamok)، یک اقامتگاه سلطنتی سابق در مرکز تاریخی سن پترزبورگ، روسیه است. قلعه سنت مایکل به عنوان اقامتگاه امپراتور پل اول روسیه توسط معماران وینچنزو برنا و واسیلی باژنوف در سال‌های ۱۸۰۱–۱۷۹۷ ساخته شد. این نام به خاطر سنت مایکل فرشته، قدیس حامی خانواده سلطنتی گرفته شده است. این قلعه از جهات مختلف، متفاوت به نظر می‌رسد، زیرا معماران از نقوش سبک‌های مختلف معماری مانند کلاسیک فرانسه، رنسانس ایتالیایی و گوتیک استفاده کرده‌اند.

## معماری و طراحی
جهت‌گیری قلعه به صورت مربع با گوشه‌های گرد است، داخل میدان، حیاط داخلی هشت ضلعی قرار دارد. ورودی اصلی قلعه به سمت جنوب است.
این ساختمان در نزدیکی سرچشمه رودخانه مویکا از فونتانکا واقع شده است. در ابتدا از هر طرف با آب احاطه شده بود که می‌شد از طریق پل‌هایی که توسط محافظان نگهبان محافظت می‌شود به آن دسترسی داشت. کانال ضلع جنوبی (بازسازی شده در سال ۲۰۰۳) به زیرزمین نزدیک شد.

## نگارخانه

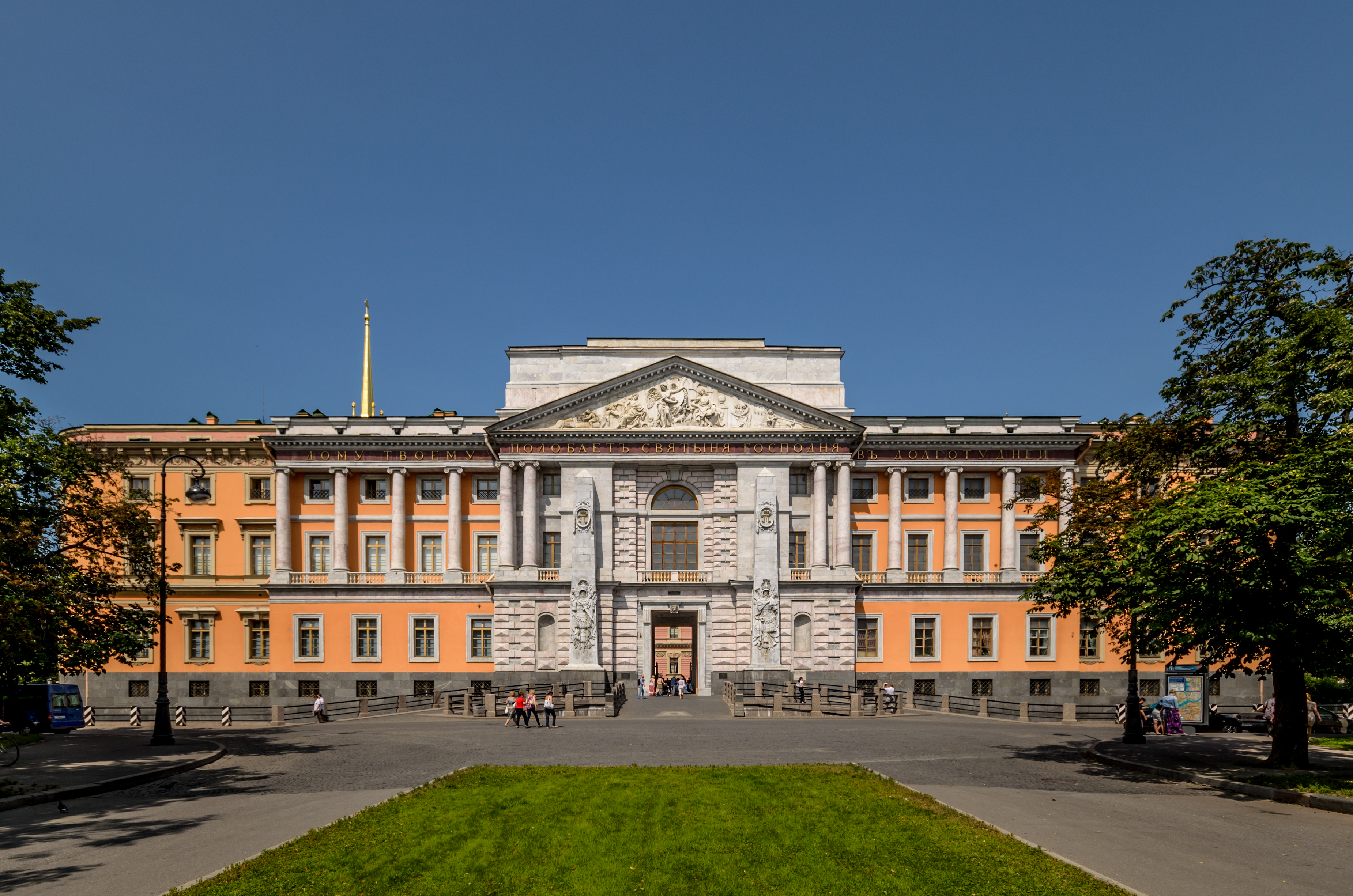
قلعه سنت مایکل (نمای جنوبی)
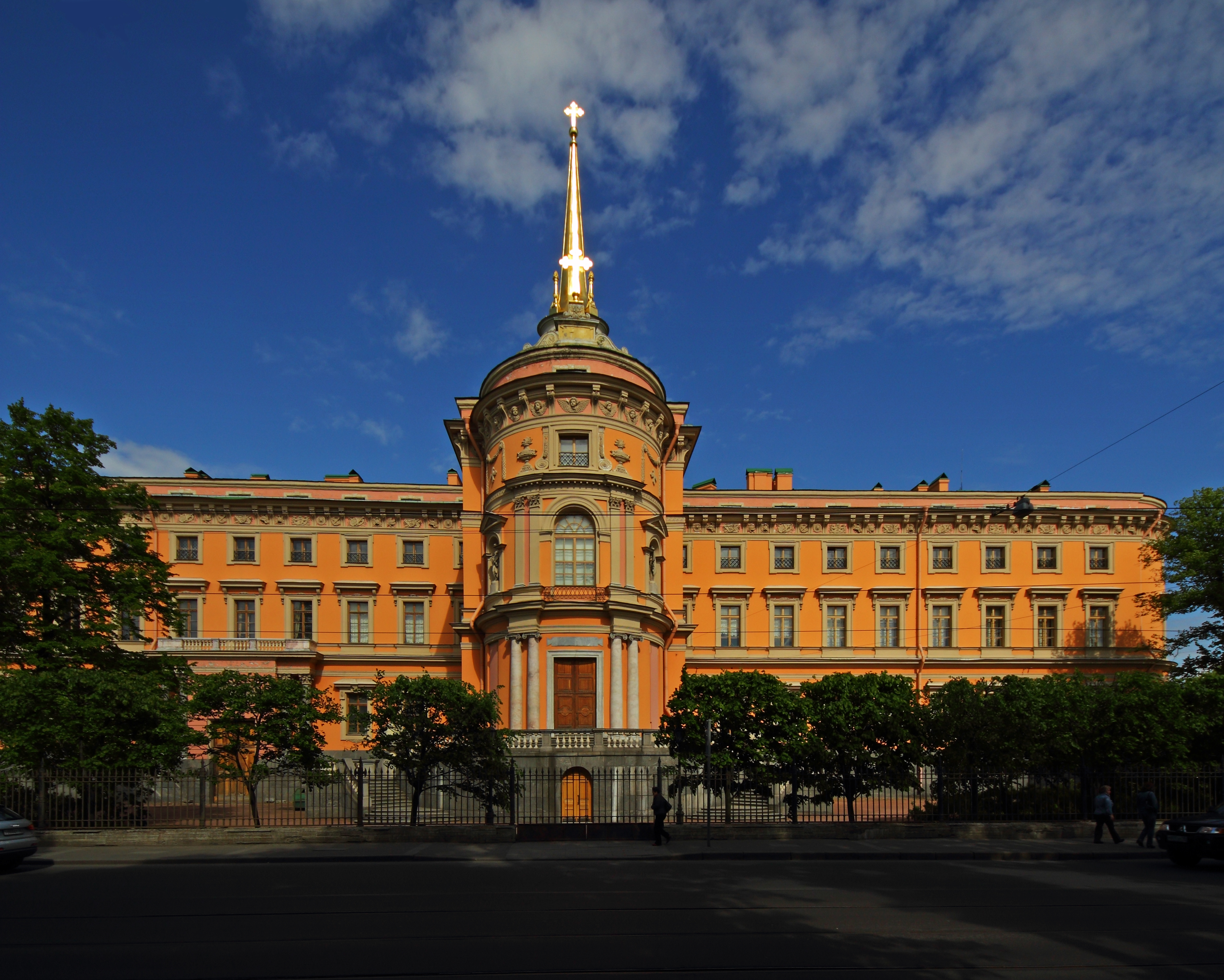
قلعه سنت مایکل (نمای غربی)
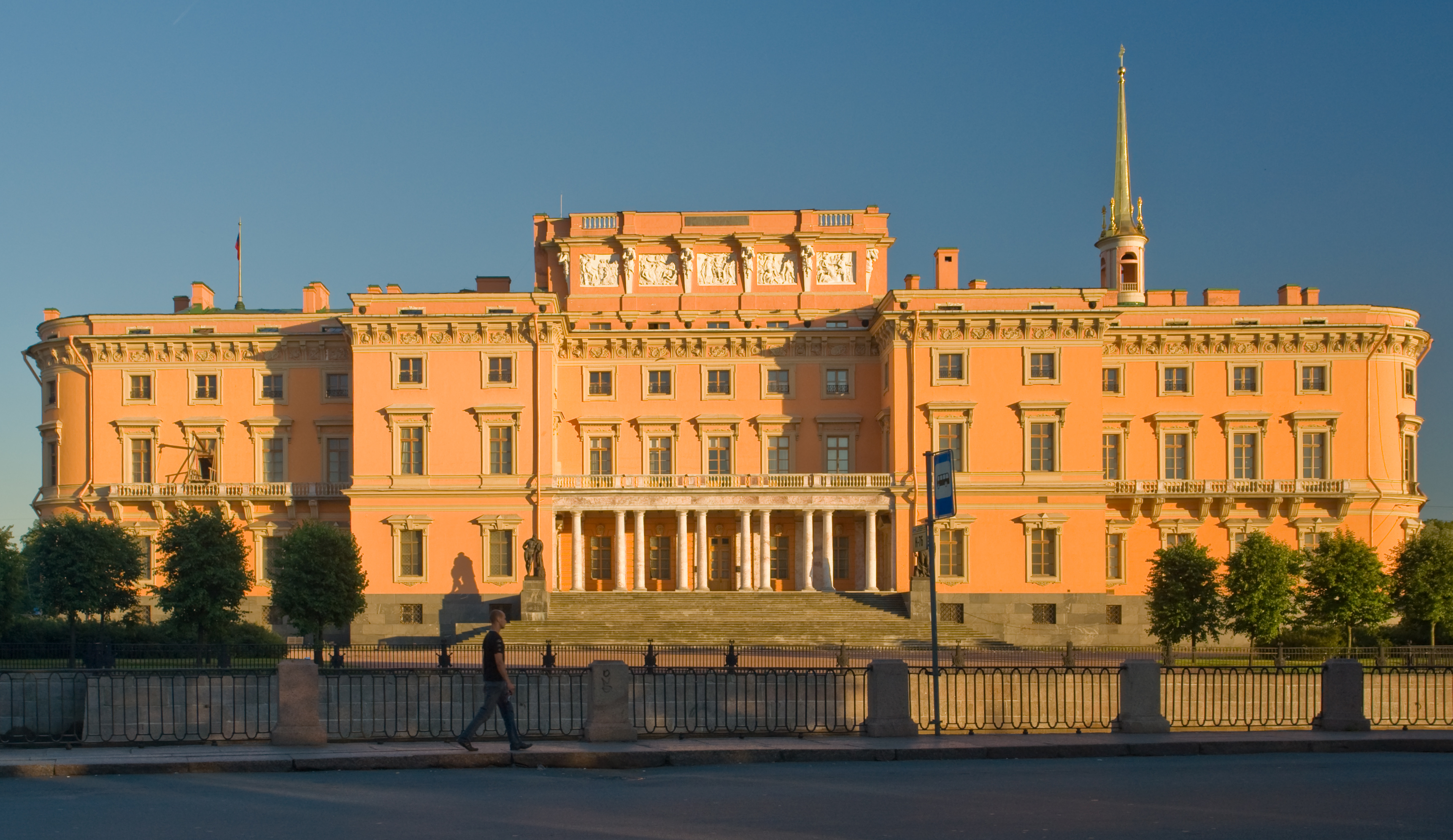
قلعه سنت مایکل (نمای شمالی)